# Aleksandra Pankina
Aleksandra Pankina, född den 2 januari 1972 i Bychaŭ i Vitryssland, är en belarusisk roddare.
Hon tog OS-brons i åtta med styrman i samband med de olympiska roddtävlingarna 1996 i Atlanta.